# Синельниково-1
Село Синельниково-2 Октябрьского района стоит на правом берегу реки Раздольная
Сине́льниково-1 — село в Октябрьском районе Приморского края. Входит в состав Покровского сельского поселения.

## География
Село Синельниково-1 стоит на левом берегу реки Раздольная, в 5 км выше районного центра села Покровка.
От Покровки на запад через село Синельниково-1 идёт автодорога к сёлам Чернятино и к Новогеоргиевке.

## Население
| 2002 | 2010 |
| ---- | ---- |
| 362  | ↗377 |

## Улицы
| - ул. Беляева, - ул. Ворошилова, - ул. Дальняя, | - ул. Медгородок, - ул. Набережная, - ул. Новая, | - ул. Садовая, - ул. Светлая, - ул. Советская. |

## Экономика
Сельскохозяйственные предприятия Октябрьского района.